# Mikko Collan
Karl Johan Mikael Collan dit Mikko Collan (né le 22 juillet 1881 à Nurmes et mort le 3 octobre 1964 à Helsinki) est un homme politique finlandais,,. 

## Biographie
Mikko Collan est le fils du docteur en médecine Johannes Collan et d'Anna Charlotta Sallmén. 
Il fréquente l'école des cadets en 1902 puis il obtient un diplôme d'agronome en 1907. 
en 1909, il étudie au Collège polytechnique de Copenhague et suit une formation en laiterie à l'université suédoise des sciences agricoles d'Alnarp.
Mikko Collan est officier enseignant de 1902 à 1906, consultant de la North Karelia Dairy Association de 1908 à 1910, directeur de la Kokemäki Dairy School de 1910 à 1912 et consultant national en fabrication de fromage de 1911 à 1914. 
Pendant la Première Guerre mondiale, Mikko Collan est intendant à l'hôpital militaire de Suomenlinna en 1914 et commandant du régiment finlandais de 1915 à 1917.
Il fait fonction de gouverneur du comté de Turku et Pori en 1917 et son Gouverneur 1918-1922. 
Il obtient le grade de colonel en 1919. 
De 1921 à 1954, Mikko Collan dirige  sa propre ferme à Kiukainen. Il est médiateur agricole aux pays baltes en 1924. 
Mikko Collan est député de la circonscription du Nord de Turku du 1er avril 1919 au 8 octobre 1920.
Mikko Collan est ministre de l'Alimentation des gouvernements Ingman I (27.11.1918–17.04.1919), Kaarlo Castrén (17.04.1919–15.08.1919) et Vennola I (15.08.1919–15.03.1920).